# 台鐵LDK50型蒸汽機車
臺鐵LDK50型蒸汽機車為臺灣鐵路管理局於臺東線的客貨兩用蒸汽機車，總數達到13輛而成為臺東線蒸汽機車中的主力。LDK50型自1915年開始引進，直至1982年臺東線軌距拓寬為1,067mm完工後才將該型機車全數報廢。

## 簡介
臺灣總督府鐵道部為了應付逐漸增加的運量與路線上的陡坡，故於1915年向美國H.K.Porter廠引進3部編為10－12號的蒸汽機車，之後改向日本的汽車製造、日本車輛、日立製作所購入6輛編為20－25號的仿製蒸汽機車:93。1928年鐵道部重新整理車籍資料，將10－12號與20－25號編為L50型（L50－L58），1930年後又購入3輛L50型（L59－L61）。1937年鐵道部第二次重整車籍，並將L50型改為LD10型（LD1050－LD1061），同年引進1輛機車（LD1062）後便不再引進:93。1949年LD10型由臺灣鐵路管理局接收後改為LDK50型（LDK51－LDK63）。1969年初LDH200型柴液機車全數投入運用，但當時的LDK50型已因機件老舊而不堪使用，故LDK51－LDK55報廢解體，LDK58、LDK59於貨運量大的製糖期暫時在花蓮車站進行調車工作，其餘LDK50型則予以停用:98。1982年臺東線軌距拓寬完工後，LDK50型便全數報廢，其中LDK58贈予澎湖縣政府、LDK59贈予臺東縣政府，剩餘的6輛LDK50型則因前來臺灣交付DR2800型柴聯車的日本東急車輛主管得知報廢出售之消息而購回日本:99。現今尚存LDK56、LDK57於日本由私人靜態保存，LDK58靜態保存於臺北車站東側、LDK59原為動態保存於花蓮車站後站，目前因長期放置，已無法再次行駛，且並無修復的計畫。

### 製造年表
| 製造年 | 製造廠                 | 輛數 | 製造序號   | 車號           | 1949年後     |
| ------ | ---------------------- | ---- | ---------- | -------------- | ------------ |
| 1915年 | 美國 H.K. Porter, Inc. | 3    | 5644－5646 | LD1050－LD1052 | LDK51－LDK53 |
| 1917年 | 日本 汽車製造株式會社  | 1    | 247        | LD1053         | LDK54        |
| 1919年 | 日本 汽車製造株式會社  | 2    | 290、291   | LD1054、LD1055 | LDK55、LDK56 |
| 1921年 | 日本 汽車製造株式會社  | 1    | 544        | LD1056         | LDK57        |
| 1923年 | 日本車輛製造           | 1    | 81         | LD1057         | LDK58        |
| 1925年 | 日本 日立製作所        | 1    | 173        | LD1058         | LDK59        |
| 1930年 | 日本 日立製作所        | 1    | 421        | LD1059         | LDK60        |
| 1937年 | 日本 汽車製造株式會社  | 2    | 1448、1456 | LD1060、LD1061 | LDK61、LDK62 |
| 1938年 | 日本車輛製造           | 1    | 557        | LD1062         | LDK63        |

## 主要規格

### 基本資料
- 日治時期形式：L50型→LD10型
- 號碼
  - 原車號：LD1050－LD1062
  - 1949年起：LDK51－LDK63
- 製造國（廠商）：美國（H.K. Porter, Inc.）、日本（汽車製造株式會社、日本車輛、日立製作所）
- 製造年：1915年－1938年

### 規格
（部分數據依製造廠而異）
- 車輪配置：D（0-8-0）
- 飽合過熱別：飽合式
- 閥裝置\汽門：華式
- 車長：7,608 mm
- 車寬：2,286 mm
- 車高：3,100 mm
- 機車整備重量：20.3噸
- 車輪直徑
  - 動輪：710 mm
- 連結面間長：7,608 mm
- 汽缸
  - 數目：2個
  - 直徑：305 mm
  - 行程：356 mm
  - 牽引力：5,000－5,030 kgw
- 鍋爐使用壓力（實用汽壓）：12.7 kgw/cm²
- 傳熱面積（總計38.6 m²）
- 爐篦面積：0.73－0.84 m²
- 煙管直徑×數目
  - 小煙管：45 mm×88支
  - 管板內面距：2,759 mm
- 容量
  - 煤櫃：0.85 ton
  - 水櫃：2.26－2.4 m³

## 現存車輛

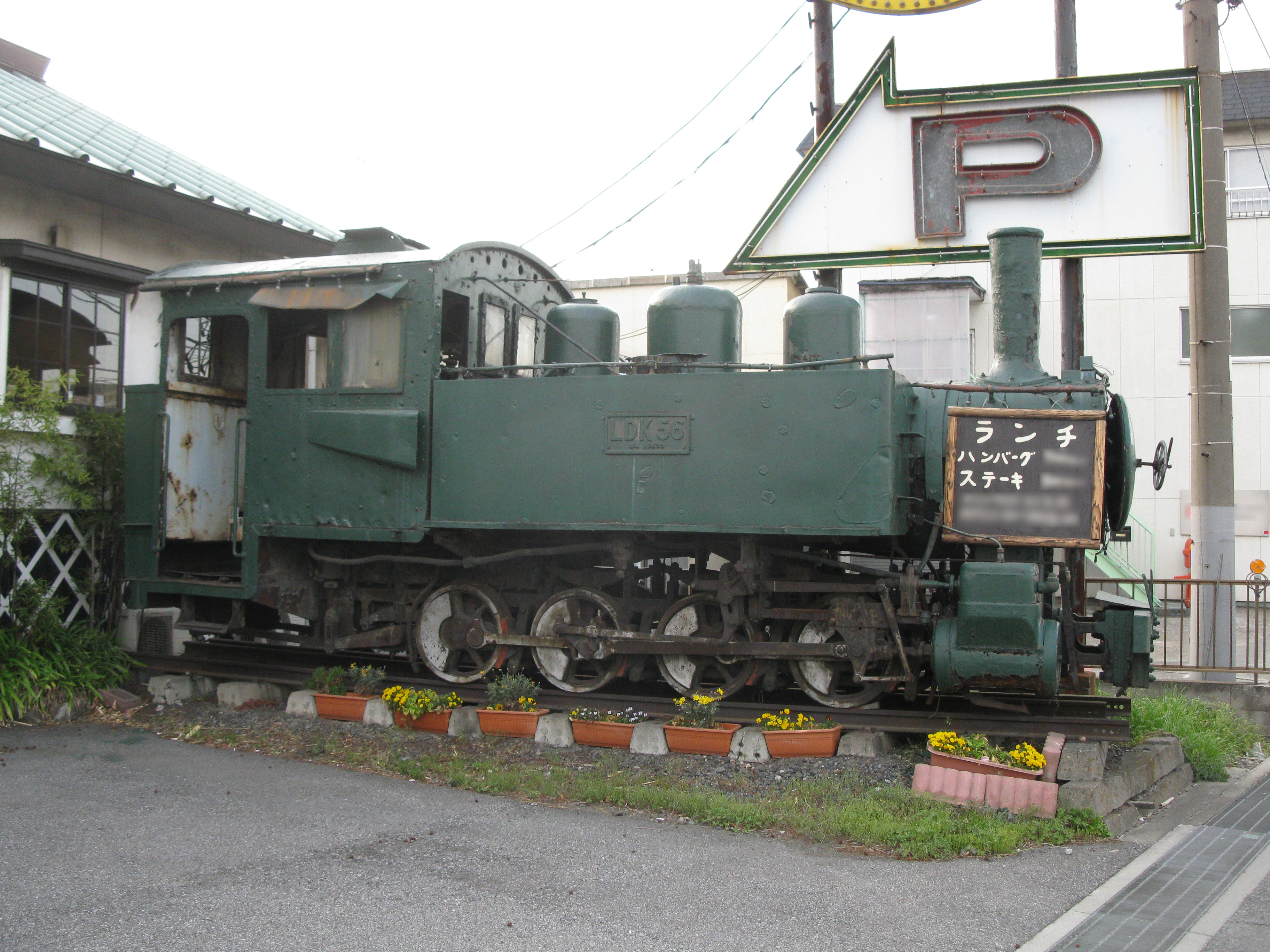
LDK56

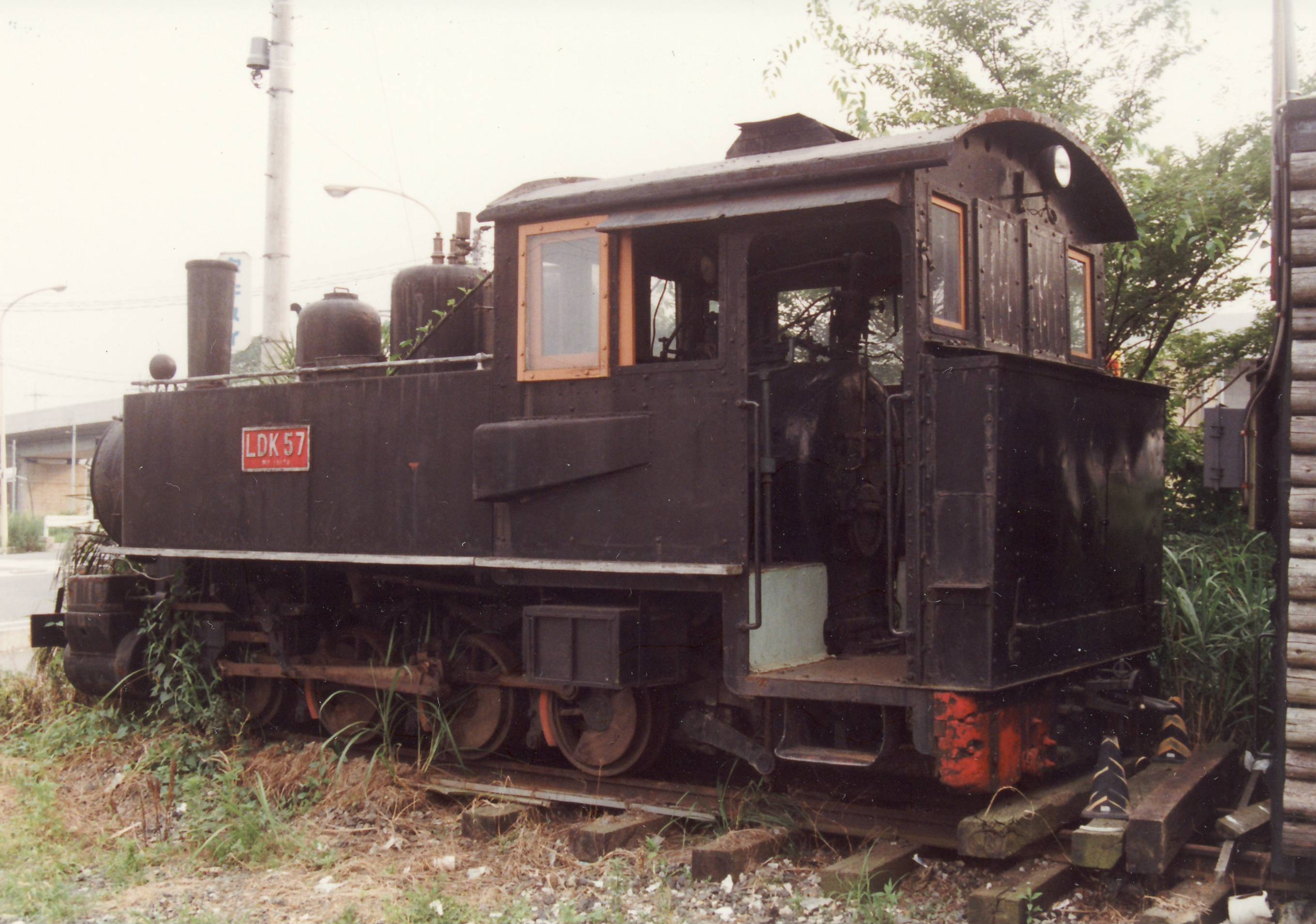
LDK57

- LDK56：由東急車輛購入，最後售予於ペコペコ牛排館南越谷店（日本埼玉縣越谷市大間野町3-67-1）靜態保存。

- LDK57：東急車輛購入後曾展示於多摩廣場車站[3]，後來售予ペコペコ牛排館蓮田店展示，牛排館歇業後移至蒸氣汽関車主題園區（日本栃木縣那須郡那須町高久乙24-2）靜態保存[4]。

- LDK58：贈予澎湖縣政府後於1985年運至澎湖縣馬公市的文化中心展示，1999年臺鐵將嚴重鏽蝕的車輛運回臺北機廠整修，完工後於2000年鐵路節運至臺北車站展示不久即運回臺北機廠內保存，目前因2011年的火車載阮向前行─台鐵百年文物特展而移置臺北車站東側展示[5]，此外LDK58與LDR2201柴油客車連掛，並建置簡單參觀台、電波鐘，以定時鳴笛的靜態展示吸引過站旅客[6]。

- LDK59：贈予臺東縣政府後陳列在臺東市鯉魚山公園，2000年運回新竹檢車段修復，2003年運至花蓮車站旁展示，不過卻在2006年初發生遊民於車內生火取暖使車輛受損的事件[7]，在重新上漆後於2008年移至花蓮鐵道文化園區保存，2009年在時任交通部長毛治國的指示下臺鐵修復LDK59，2010年初LDK59運往仕佳興業[8]整修與製作新鍋爐[9]後於同年4月竣工並運回花蓮機廠[10]:226，同年底LDK59進行試運轉後驗收合格，2011年1月22日LDK59首次載客復駛[11]。另外臺鐵為了能讓LDK59行駛，故對車輛進行部分改造以符合法規，也在花蓮後站興建約890公尺的762mm軌距鐵道與2座月臺，並修復LDR2307、LTPB1375、LTPS1102、LDR2204四輛客車，現放置於花蓮站後站靜態保存。

## 外部連結
- 歲月長廊 車輛演進: LDK50型蒸汽火車 - 後山鐵道風華 文化資產數位博物館
- 花蓮在地文化記憶庫 LDK50 （页面存档备份，存于）
- 花蓮蒸汽火車工作小組